# Gonomyia (Paralipophleps) indotata
Gonomyia (Paralipophleps) indotata is een tweevleugelige uit de familie steltmuggen (Limoniidae). De soort komt voor in het Neotropisch gebied.